# Belleville (Meurthe i Mosel·la)
Belleville és un municipi francès situat al departament de Meurthe i Mosel·la i a la regió del Gran Est. L'any 2007 tenia 1.487 habitants.

## Demografia

### Població
El 2007 la població de fet de Belleville era de 1.487 persones. Hi havia 568 famílies, de les quals 128 eren unipersonals (56 homes vivint sols i 72 dones vivint soles), 152 parelles sense fills, 232 parelles amb fills i 56 famílies monoparentals amb fills.
La població ha evolucionat segons el següent gràfic:
Habitants censats

### Habitatges
El 2007 hi havia 614 habitatges, 578 eren l'habitatge principal de la família, 2 eren segones residències i 34 estaven desocupats. 534 eren cases i 78 eren apartaments. Dels 578 habitatges principals, 423 estaven ocupats pels seus propietaris, 148 estaven llogats i ocupats pels llogaters i 7 estaven cedits a títol gratuït; 4 tenien una cambra, 23 en tenien dues, 95 en tenien tres, 189 en tenien quatre i 267 en tenien cinc o més. 460 habitatges disposaven pel capbaix d'una plaça de pàrquing. A 260 habitatges hi havia un automòbil i a 233 n'hi havia dos o més.

### Piràmide de població
La piràmide de població per edats i sexe el 2009 era:
| Homes | Edats   | Dones |
| ----- | ------- | ----- |
| 0     | 95 o +  | 0     |
| 0     | 90 a 94 | 4     |
| 8     | 85 a 89 | 16    |
| 8     | 80 a 84 | 4     |
| 24    | 75 a 79 | 32    |
| 16    | 70 a 74 | 28    |
| 40    | 65 a 69 | 32    |
| 24    | 60 a 64 | 24    |
| 24    | 55 a 59 | 44    |
| 64    | 50 a 54 | 44    |
| 28    | 45 a 49 | 40    |
| 68    | 40 a 44 | 36    |
| 40    | 35 a 39 | 56    |
| 52    | 30 a 34 | 48    |
| 32    | 25 a 29 | 40    |
| 24    | 20 a 24 | 28    |
| 52    | 15 a 19 | 24    |
| 32    | 10 a 14 | 56    |
| 48    | 5 a 9   | 60    |
| 28    | 0 a 4   | 28    |

## Economia
El 2007 la població en edat de treballar era de 951 persones, 713 eren actives i 238 eren inactives. De les 713 persones actives 670 estaven ocupades (372 homes i 298 dones) i 43 estaven aturades (21 homes i 22 dones). De les 238 persones inactives 78 estaven jubilades, 84 estaven estudiant i 76 estaven classificades com a «altres inactius».

### Ingressos
El 2009 a Belleville hi havia 576 unitats fiscals que integraven 1.498 persones, la mediana anual d'ingressos fiscals per persona era de 18.921 €.

### Activitats econòmiques
Dels 59 establiments que hi havia el 2007, 4 eren d'empreses extractives, 1 d'una empresa alimentària, 4 d'empreses de fabricació d'altres productes industrials, 14 d'empreses de construcció, 10 d'empreses de comerç i reparació d'automòbils, 3 d'empreses de transport, 4 d'empreses d'hostatgeria i restauració, 1 d'una empresa d'informació i comunicació, 2 d'empreses financeres, 1 d'una empresa immobiliària, 6 d'empreses de serveis, 7 d'entitats de l'administració pública i 2 d'empreses classificades com a «altres activitats de serveis».
Dels 23 establiments de servei als particulars que hi havia el 2009, 1 era una oficina de correu, 1 una oficina bancària, 3 tallers de reparació d'automòbils i de material agrícola, 1 paleta, 4 guixaires pintors, 6 lampisteries, 2 electricistes, 1 empresa de construcció, 2 perruqueries i 2 restaurants.
Dels 5 establiments comercials que hi havia el 2009, 1 era un supermercat, 1 una botiga de més de 120 m², 1 una botiga de menys de 120 m² i 2 llibreries.
L'any 2000 a Belleville hi havia 3 explotacions agrícoles.

## Equipaments sanitaris i escolars
El 2009 hi havia una escola elemental.

## Poblacions més properes
El següent diagrama mostra les poblacions més properes.